# قرح (الشعر)

تعديل مصدري - تعديل

قرح محلة تابعة لقرية الظهبى، التابعة لعزلة بيت الصائدي بمديرية الشعر إحدى مديريات محافظة إب في الجمهورية اليمنية.، بلغ تعداد سكانها 184 حسب تعداد اليمن لعام 2004.